# Juan Pedro Domecq
Juan Pedro Domecq Solís, (Sevilla, 1942-Higuera de la Sierra, 18 de abril de 2011) fue un ganadero español de reses bravas para lidia y caballos y conde consorte del Asalto.

## Biografía
Nieto de Juan Pedro Domecq y Núñez de Villavicencio e hijo de Juan Pedro Domecq y Díez, heredó una ganadería con una antigüedad que se remontaba a 1790. Ingeniero agrónomo, aplicó unas técnicas de cría de ganado que se ha llamado de toro artista, toro de salón o toro a gusto, muy controvertidas cuando las introdujo en la década de 1980 bajo el hierro de Veragua, al considerarse por algunos aficionados y gentes del mundo del toro que se sacrificaba la bravura de la res en beneficio de un toreo fácil. No obstante consiguió que muchos otros ganaderos apostaran por un toro similar, aumentando considerablemente las ventas para crianza. Después, al inicio del siglo XXI, realizó una nueva apuesta por reforzar el toro de lidia con el llamado toro atleta, de constitución algo más grande y fibroso. Fue el primero que instaló en los campos pistas que permitieran al toro hacer ejercicio en campo abierto para aumentar su resistencia y evitar, en especial, las caídas, muy criticadas en el mundo taurino en la década de 1970. Su obra, Del toreo a la bravura, reúne su concepción de la ganadería de reses bravas. De sus reses, el torero Enrique Ponce señaló:

Buscaba un toro bravo, pero también enclasado y con ritmo, que es lo verdaderamente difícil. Él lo logró y por eso su ganadería ha dado tardes históricas a los toreros y a la afición en las plazas más importantes.
Enrique Ponce

### Fallecimiento
Falleció a consecuencia de un accidente de tráfico en la localidad de Higuera de la Sierra, Huelva, cuando regresaba hacia su finca sevillana de Lo Álvaro. Su vehículo, un Toyota Land Cruiser, colisionó contra un camión, muy cerca de su finca, en el kilómetro 69.700 de la carretera N-433. El choque frontal provocó su muerte casi instantánea.